# Plagiolepis regis
Plagiolepis regis là một loài côn trùng thuộc họ Formicidae. Đây là loài đặc hữu của Nga.